# Luis Sánchez Recalde
Luis Nicolás Augusto Sánchez Recalde fue un abogado y político argentino, que se desempeñó como senador nacional por la provincia de Catamarca entre septiembre de 1949 y junio de 1950, cuando fue suspendido de la cámara. Fue también juez y fiscal federal, diputado provincial y embajador en Honduras.

## Biografía
Integró el Partido Laborista y desde 1946 fue presidente de  la Cámara de Diputados de la Provincia de Catamarca. En 1947 fue nombrado juez federal de Catamarca.
Asumió como senador nacional por la provincia de Catamarca en 1949, para completar el período de Vicente Saadi, quien fuera elegido gobernador. Fue miembro de la comisión de Asuntos Constitucionales. En 1950, el juez federal de Catamarca Rodolfo M. Cano dictó prisión preventiva contra él por «delito de desacato» hacia el presidente Juan Domingo Perón. Fue suspendido y luego desaforado por el Senado el 2 de junio de 1950, quedando su banca vacante hasta la renovación legislativa de 1952. También fue expulsado del Partido Peronista.
Años más tarde fue fiscal en el juzgado federal de primera instancia de Catamarca.
En noviembre de 1984 el presidente Raúl Alfonsín lo designó embajador en Honduras, presentando sus cartas credenciales en febrero de 1985.
En cuanto a su vida personal, estuvo casado con Emma Saadi, hermana del dirigente peronista catamarqueño Vicente Saadi.